# Antonio María de Vega y Muñoz
Antonio María de Vega y Muñoz (f. 1878) fue un escultor español.

## Biografía
Natural de Sevilla, fue discípulo de la Escuela de Bellas Artes de aquella capital y también de Vicente Hernández Couquet. Su hermano Francisco también sería artista, aunque pintor.
En la Exposición Nacional de Bellas Artes de 1866 y en las organizadas en la ciudad hispalense en 1867 y 1868, expuso las siguientes obras: D. Quijote escribiendo la carta a Dulcinea y Efectos del bálsamo de Fierabrás y bustos de El divino Herrera, Lope de Vega, Cervantes, Emperador Maximiliano y Leonardo de Vinci moribundo. También salieron de su mano los bustos de Fernando de Herrera, Calderón de la Barca, Arias Montano, Marqués de Villena y Miguel de Cervantes, ejecutados para el palacio de San Telmo de Sevilla. Ossorio y Bernard lo considera «el verdadero fundador de la Academia Libre de Bellas Artes de Sevilla», donde asegura que dejó «obras tan dignas de aprecio» como Fiesta andaluza, Soldado del siglo XVI y Tipos del siglo XIII.  A la Exposición Nacional de 1876, remitió un barro cocido que representaba a Una manola de principios del siglo XIX. Falleció en Sevilla el 12 de noviembre de 1878.